# 解放型蒸汽機車
解放型蒸汽机车（JF）是中国铁路的货运蒸汽机车车款之一。因其前身不同而有几个分型。

## 形式名稱變遷
中華民國交通部於1947年依照華氏輪式，制訂以注音符號為蒸汽機車命名規則，但因局勢並未全國統一適用此一規則。當時2-8-2軸式蒸汽機車，在不同地區有不同命名方式：
- 東北區：援用日語音意（原南滿州鐵道命名為「ミカ型」），改為「ㄇㄎ型」或「MK型」，亦有稱為「東北型」。
- 平漢、津浦、隴海區：「MA型」或「M型」。
- 平綏、同蒲區：「M型」或「ㄇㄎ型」系列。
- 京滬杭區：「M型」系列或「MCMA型」。
- 浙贛區：「M型」。
- 粵漢區：「ㄇㄎ型」系列或用「MK型」。

中華人民共和國成立後，鐵道部於1951年參酌交通部命名規則，以注音符號為蒸汽機車命名。其中2-8-2軸式機車定名為「ㄇㄎ型」（MK型），名稱取自「Mikado」或南滿州鐵道命名方式「ミカイ型」（Mikai）。1959年改用漢語拼音命名時，配合1950年以後生產之「ㄇㄎ型」改稱為「解放型」，改名為「JF型」，故「ㄇㄎ型」統一改為「JF型」，並沿用至今。
至於建設型（JS）及上游型（SY）雖然亦為2-8-2軸式蒸汽機車，但並不適用前述命名規則。

## 解放型之車號範圍
| 車號範圍   | 車型     | 前身車型                                       | 實際車號   | 備註                                                                                    |
| 1～500     | 解放1型  | 南滿州鐵道ミカイ                               | 1～341     | 96（铁牛号）、104（中苏友谊号）、304（毛澤東號）                                        |
| 501～1500  | 解放1型  | 滿州國線ミカイ                                 | 501～1283  | 631（钢人铁马号）、717（人民政协号）、728（通车纪念号）、1103（新生号）、1191（朱德號） |
| 1501～2100 | 解放1型  | 華北交通ミカイ                                 | 1501～     | 記錄上曾出現1861、2023等車號                                                            |
| 2101～2500 | 解放1型  | 國產解放1型                                    | 2101～     |                                                                                         |
| 2501～2550 | 解放2型  | 南滿州鐵道ミカニ                               | 2501～2541 |                                                                                         |
| 2551～2700 | 解放3型  |                                                | 2551～     | 記錄上曾現過2558                                                                        |
| 2701～     | 解放4型  | 南滿州鐵道ミカシ                               | 2701～2715 |                                                                                         |
|            | 解放5型  |                                                |            |                                                                                         |
| 3001～3600 | 解放6型  | ミカロ                                         | 3001～3475 |                                                                                         |
| 3601～3650 | 解放7型  |                                                |            |                                                                                         |
| 3651～3670 | 解放8型  |                                                |            |                                                                                         |
| 3671～3710 | 解放9型  | 華中交通ミカサ                                 |            | 3673号车曾参与天兰铁路建设                                                              |
| 3711～3740 | 解放10型 | 美国陆军运输部S200型                           |            |                                                                                         |
| 3741～3770 | 解放11型 | 津浦鐵路250型 （華北交通ミカナ）               |            |                                                                                         |
| 3771～3790 | 解放11型 | 浙贛鐵路                                       |            | 3773、3781保存                                                                          |
| 3791～3810 | 解放11型 | 津浦鐵路250型 （華北交通ミカナ）               |            |                                                                                         |
| 3811～3840 | 解放12型 | 京綏鐵路75型、300型 （華北交通ミカナ）         |            |                                                                                         |
| 3841～3885 | 解放13型 | 華北交通                                       |            |                                                                                         |
| 3886～3905 | 解放14型 |                                                |            |                                                                                         |
| 3906～3915 | 解放15型 | 吉海铁路200型 （满铁国线ミカナ）               |            |                                                                                         |
| 3916～3920 | 解放16型 | 吉长铁路500型 （满铁国线ミカナ） 日本国铁D50型 |            |                                                                                         |
| 3921～3930 | 解放17型 | 胶济铁路600型 （华北交通ミカナ）               |            | 3922号车曾参与天兰铁路建设                                                              |
| 3931～3940 | 解放18型 | （满铁国线ミカナ）                             |            | 九一八事变前的配属情况不明                                                              |
| 3941～3950 | 解放19型 |                                                |            |                                                                                         |
| 3951～3960 | 解放20型 |                                                |            |                                                                                         |
| 3961～3970 | 解放21型 | 粤汉铁路                                       |            |                                                                                         |
| 4001～4101 | 解放1型  | 國產解放1型                                    |            |                                                                                         |
| ---------- | -------- | ---------------------------------------------- | ---------- | --------------------------------------------------------------------------------------- |

## 解放1型

### 概要
解放1型之前身包含下列車型：

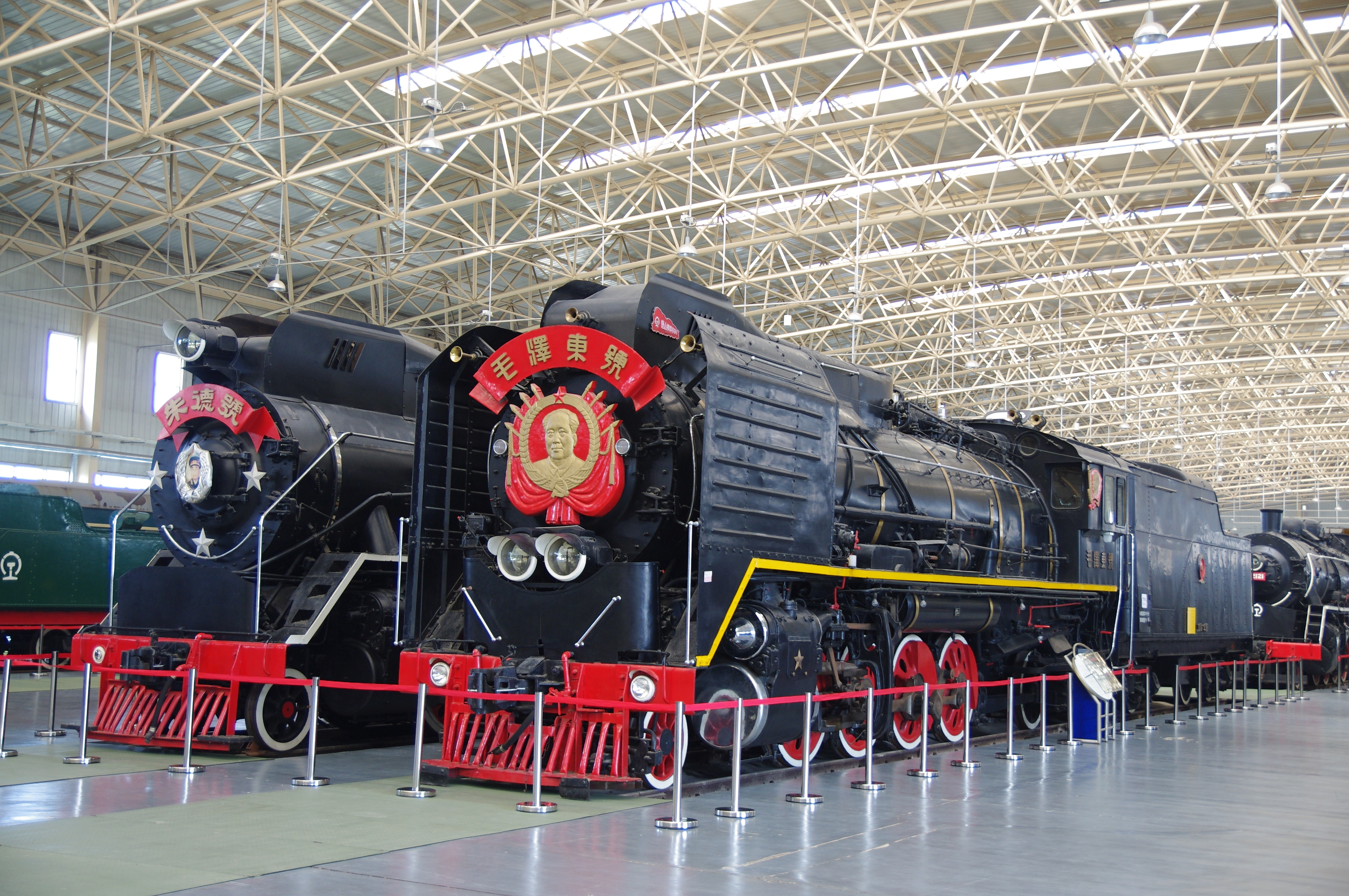
中國鐵道博物館保存之解放304號（毛澤東號）及解放1191號（朱德號）

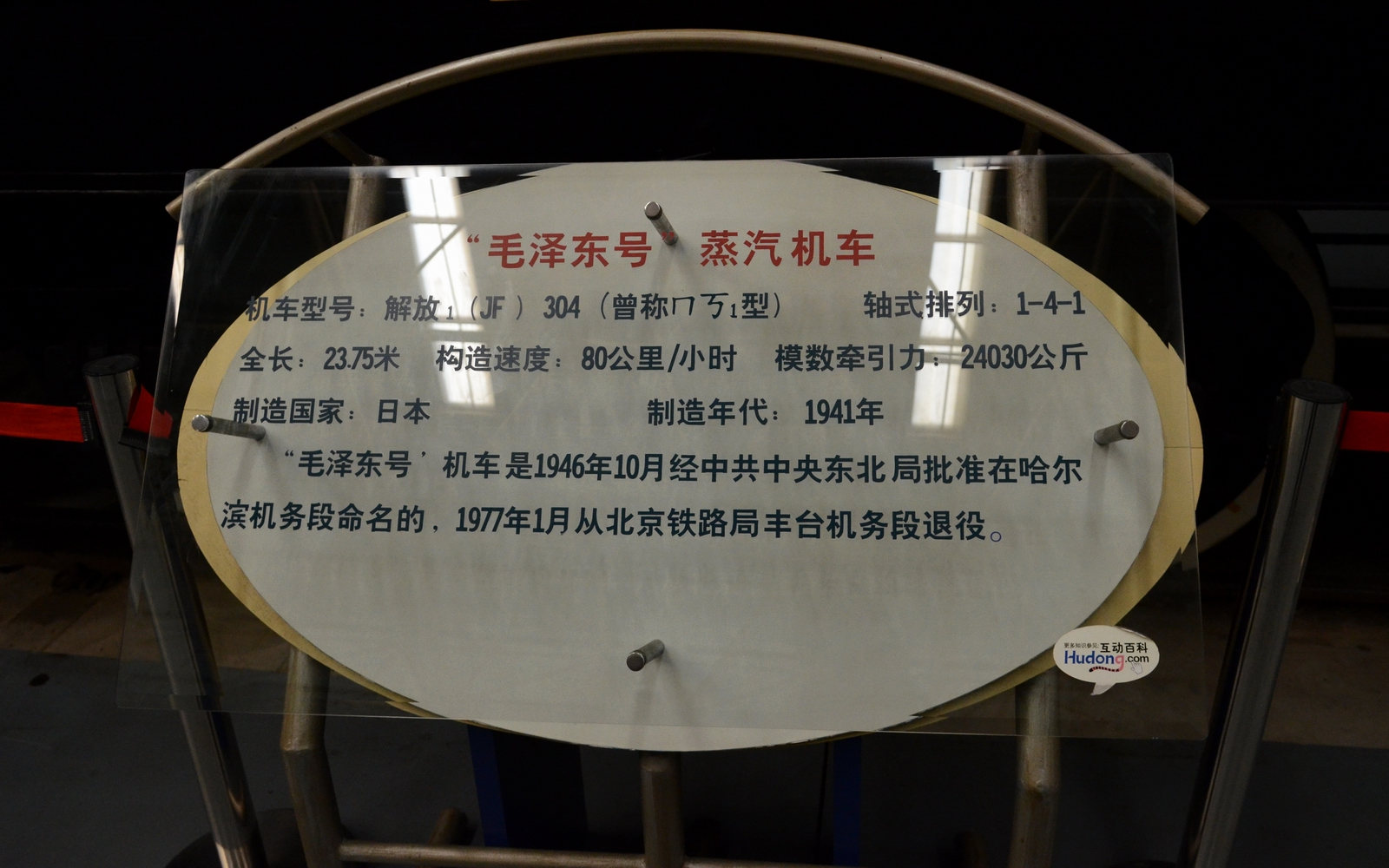
毛澤東號解說牌

第二次世界大戰結束前之滿鐵Mikai（ミカイ）及同型車（車號範圍1～2100）：
- 南滿州鐵道：Mikai（ミカイ）型和Mikako（ミカコ）型，1938年統一型號為Mikai（ミカイ）。
- 滿州國國鐵：Mikana（ミカナ）型，1938年統一型號為Mikai（ミカイ）。
- 華北交通：Mikai（ミカイ）型。
- 華中鐵道：KD100型。

戰後中國組裝及仿製之解放1型（車號範圍2101～2500、4001～4101）
- 以日占時期留存之機車零件組裝之解放1型（解放2101～2120）
- 以滿鐵Mikai為藍本仿製之解放1型（解放2121～）

### 戰前生產
戰前生產的解放1型（JF）原為南满洲铁道的Mikai（ミカイ）形及Mikako（ミカコ）形，以及滿州國國鐵、華北交通、華中鐵道之同型車。其中前三者所有之同型車於1938年起統一為Mikai（ミカイ）型

，由美國機車公司、满铁沙河口工场、汽车制造、日立制作所、川崎车辆、日本車輛、大连机械、满洲车辆制造，二戰結束前一共生產1552輛以上（南滿州鐵道：341輛、滿州國鐵：783輛、華北交通：409輛以上、華中交通：19輛）。

#### 南滿州鐵道及滿州國國鐵

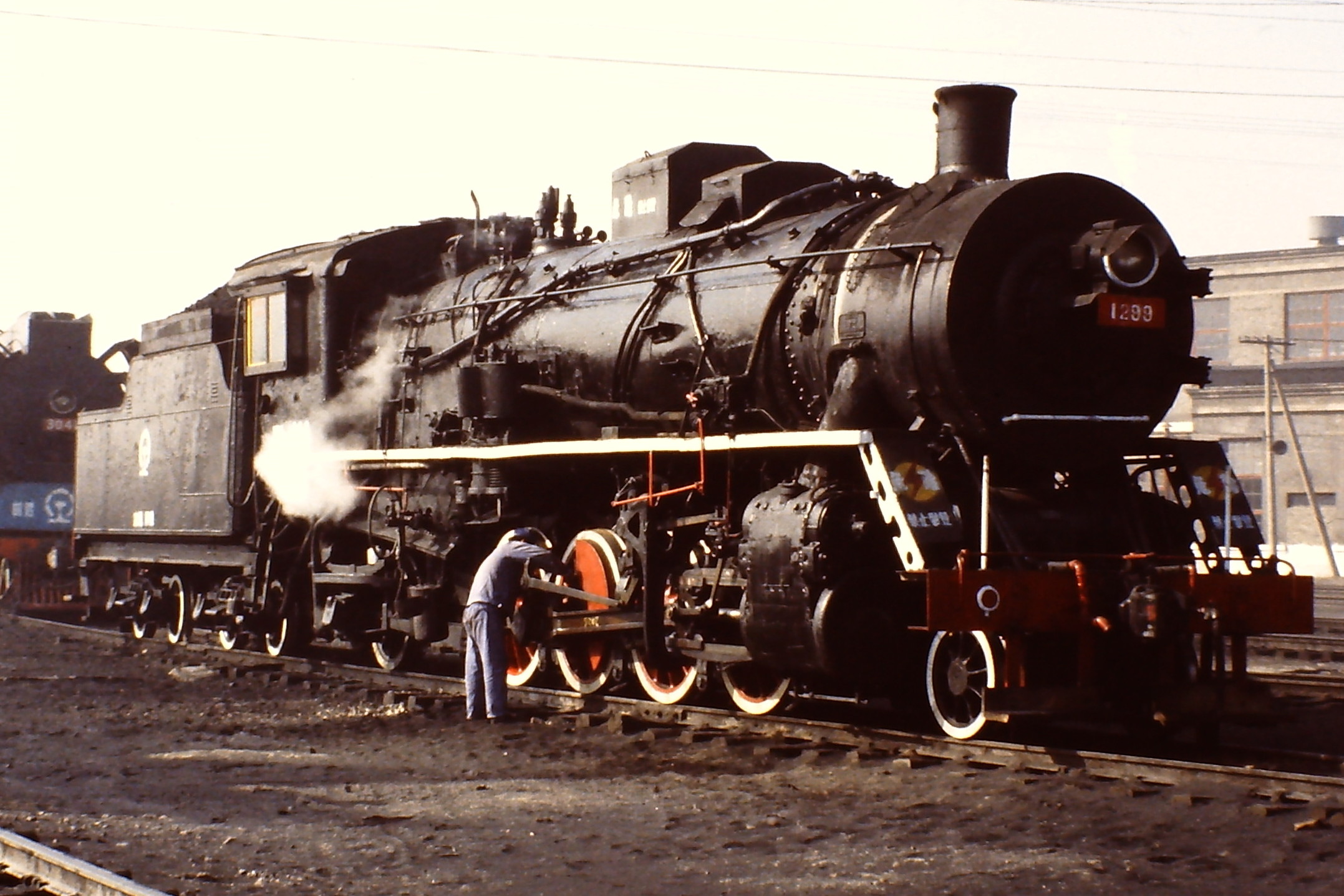
解放1型1299号 (哈尔滨市)

於1918年至1945年間，南滿州鐵道及滿州國國鐵（委託由南滿州鐵道經營）總共訂購1144輛Mikai（ミカイ）及Mikako（ミカコ）型機車（滿州國鐵之部分於1938年以前均稱為Mikana(ミカナ)），其中有20輛轉讓給華北交通使用。
南滿州鐵道因應中日戰爭開戰後，接受委託路線增加，編號範圍不足使用，故於1938年將Mikai（ミカイ）及Mikako（ミカコ）及滿州國國鐵Mikana（ミカナ）統一型號為Mikai（ミカイ），並規定車號範圍1-500為滿鐵線用、501-1500為滿州國鐵用、1501以上為華北交通用。

##### Mikai（ミカイ）
- 社線Mikai（ミカイ）[4]

南滿州鐵道之貨運量於第一次世界大戰期間增加，故於1918年向美國機車公司斯克内克塔迪工廠訂購25輛Mikado型蒸汽機車，運用於滿鐵本線（現為哈大鐵路長春以南路段）奉天（瀋陽）以南之煤炭運輸。南滿州鐵道公司於1924年至1928年間，繼續由其經營之沙河口工廠以及日本之汽車製造、川崎造船等鐵路車輛工廠引進仿製的同型車45輛。合計共70輛。社線Mikai（ミカイ）為當時南滿州鐵道貨運的主力機型，除用於牽引滿鐵之貨運列車外，並曾用於牽引日本關東軍之94型裝甲列車。
此型機車於引進時編為M型（車號1500-1524），於1920年改編為Mikai（ミカイ）型（車號1500-1569），1938年車號改為ミカイ 1-70。
- 國大Mika （國大ミカ）

國大Mika（ミカ）字意上係指滿州國國鐵線大型Mikado型蒸汽機車。滿州國鐵於1933年採用「社線Mikai（ミカイ）」之設計訂製34輛Mika（ミカ）型用於敦圖線（國大ミカ），其後再以Mikana（ミカナ）的形式繼續引進40輛，合計共74輛。國大Mika（ミカ）與社線Mikai（ミカイ）基本規格大致相同，但由於滿州國國鐵線的轉車台規格較小，故以縮短煤水車長度之方式縮短機車總長度因應。
此型機車最初編號為ミカ1-1500～ミカ1-1533，後改為ミカナ 6700-6773，於1938年編入ミカイ後改為ミカイ 501-574。

##### Mikako（ミカコ）
- 社線Mikako（ミカコ）

為Mikai（ミカイ）之增備改良型，與Mikai（ミカイ）之差異在於增加了燃燒室及給水加熱器。滿洲國成立後因貨物運送增加，以及填補Deka（デカ）型（後編為DK1）轉讓於滿州國鐵後之空缺，至1937年時製造18輛（ミカコ1570-1587）。社線Mikako（ミカコ）使用A型過熱器36個，但ミカコ1577、1578（ミカイ78、79）試驗性的改用E型過熱器54個。於1938年起編入ミカイ型，之後持續增備至1945年，總共生產271輛。

編號原為ミカコ 1570-1587，於1938年編入ミカイ後改為ミカイ 71-341。
- 新國大Mika （新國大ミカ）

滿州國線後續增備的Mikana（ミカナ）與滿鐵Mikako（ミカコ）相當（新國大ミカ），差異僅在於省略給水加熱器及煤水車較短（社線ミカコ全長為23,750mm，新國大ミカ全長只有21,906mm），總計製造729輛（其中20輛讓渡給華北交通）。

編號原為ミカナ 6774-6899、16700-16717、16737-16738（其中空號16718-16736及16739轉讓給華北交通），於1938年編入ミカイ後改為ミカイ 575-1283。

##### 各廠製造數量一覽（滿鐵及滿州國鐵訂購部分）
ALCO：25輛

汽車製造：198輛

川崎車輛：167輛

日立製作所：132輛

日本車輛：95輛

滿州各工廠：527輛

共計：1144輛（包含讓渡華北交通之20輛）

#### 華北交通及華中鐵道
華北交通（委託南滿州鐵道經營）於1939年至1945年間，向日本的汽車會社（84輛）、川崎車輛（24輛）、日立製作所（78輛）、日本車輛（63輛）等機車製造廠訂製249輛Mikai（ミカイ）。滿州國鐵線於1937年至1938年轉讓20輛（原車號為ミカナ16718-16736、16739）。日本關東軍於1938年起委託南滿州鐵道製造Mikai（ミカイ）140輛，於1940年（昭和15年）8月26日於山海關交付予華北交通完畢。
青島四方工廠亦於1938年至1945年8月以日本等國運來之零件組裝ミカイ、ミカロ、パシロ等蒸汽機車共380輛 。
華北交通的Mikai（ミカイ）推測約有500輛左右，車號範圍為ミカイ 1501~。
華中鐵道於1940年至1941年向日本的機車製造廠訂購同型車19輛，編為KD100型。

#### 戰後接收與使用
於二次大戰結束之時，南滿州鐵道及滿州國鐵共有1124輛Mikai（ミカイ），分布於大連埠頭局（26輛）、奉天（319輛）、錦州（154輛）、吉林（185輛）、牡丹江（157輛）、哈爾濱（188輛）、羅津（6輛）等鐵路管理局，另有59輛出借給其他鐵路。於戰後與華北交通、華中鐵道的同型車由中華民國接收（於朝鮮半島的車輛則由大韓民國及朝鮮民主主义人民共和國接收），總數超過1400輛以上。另外在朝鮮戰爭期間，中華人民共和國曾提供部分此型機車援助朝鮮民主主义人民共和國，其中有部分為聯合國軍及大韓民國國軍繳獲。
中華民國接收之部分，交通部雖曾於1947年頒訂以注音符號為標準之命名方式，惟受內戰影響各局仍無法統一編號。至中華人民共和國成立以後，鐵道部於1951年將ミカイ統一型號為ㄇㄎ壹型（MK1型）蒸汽機車，1959年改用漢語拼音並改稱「解放1型」（JF1），编号範圍為1~2100。

### 戰後生產

#### 中國

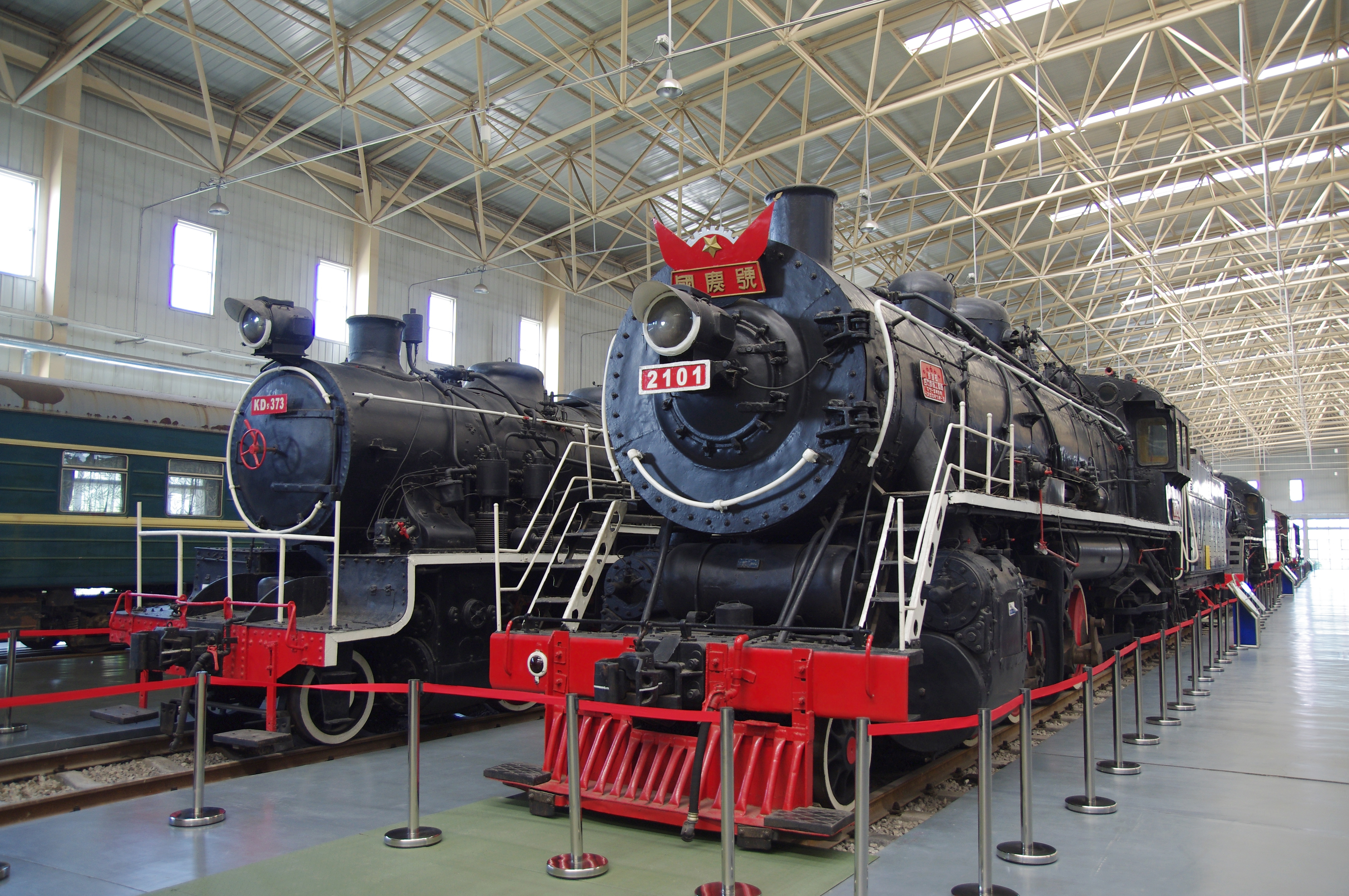
國慶號蒸汽機車(JF1-2101)

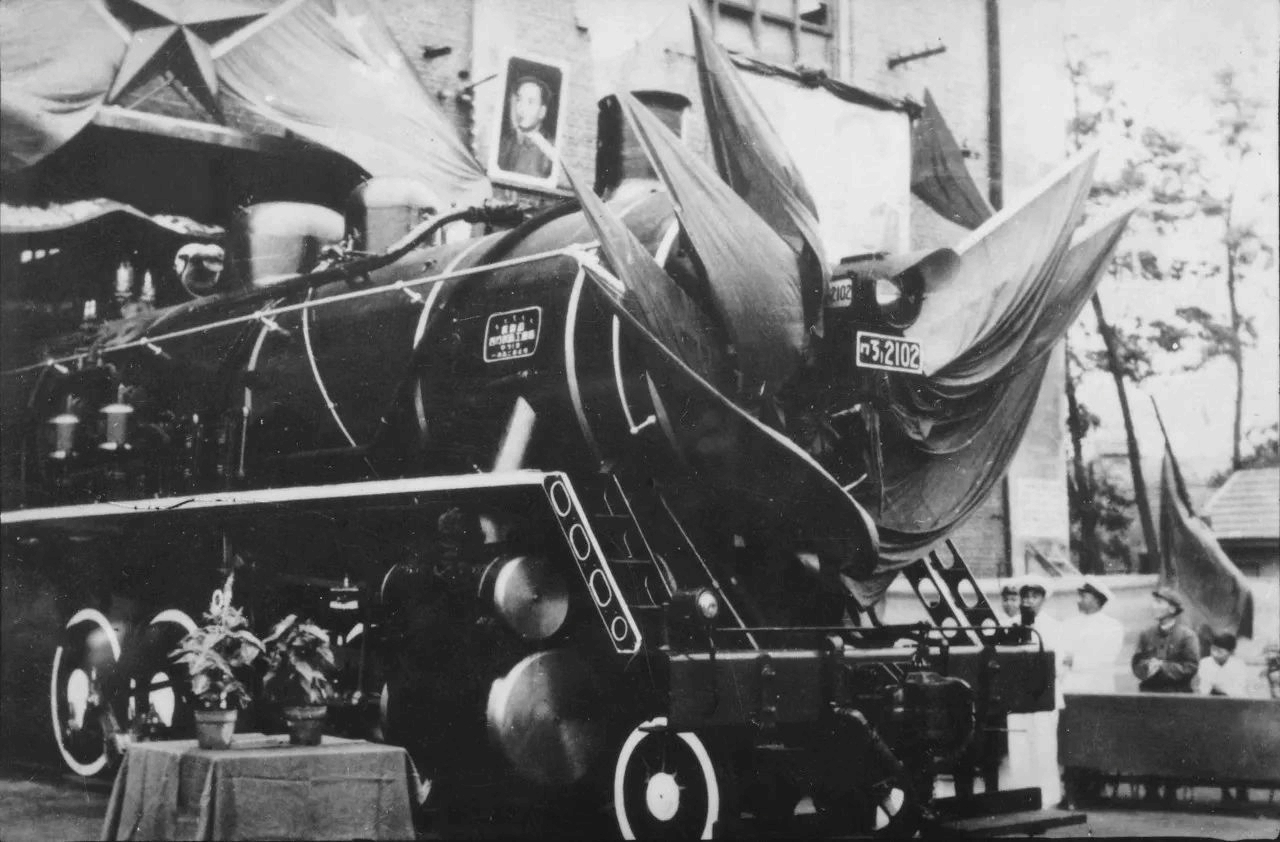
八一號蒸汽機車(JF1-2102)

铁道部四方机车车辆工厂首先选择仿造旧机型中数量最多、功率较大、性能较好的MK（ㄇㄎ）型干线货运機車仿製。1950年9月用接收的部件組装了ㄇㄎ壹2101國慶號，後又於1952年7月26日組裝了ㄇㄎ壹2102八一號，共組裝了20輛解放1型（2101～2120）。於1952年12月仿製成功，製造出ㄇㄎ壹2121號机车。全长21,906mm （後期型增為22,634mm），构造速度每小时80公里，模数牵引力236kN（24,030kg），轴式1—4—1 。
1953年第一机械工业部机车车辆工业管理局在机车设计科副科长瞿糾主持下，以日本留下的6套不盡相同亦不完整之ミカイ型機車圖紙，進行甄选、整理、改进和补充，改英制为公制，增加表面光洁度、公差配合和技术条件，改用国产材料标准等，於1954年12月大连机车车辆厂依照改定後图紙试制成第一台2178 号解放型蒸汽机车。机车最大轮周功率由旧ㄇㄎ1型机车的1545 马力提高到1945马力。
1958年大躍進時期，太原機務段以66天的時間，於10月10日完成一台解放型4101號機車，是全中國第一台由機務段製造之機車。
於1959年ㄇㄎ型機車改稱為解放型，現用代號JF。總計至1960年停止生產為止，四方（共216台） 、大连（共187台）、齐齐哈尔等机车厂及太原機務段（1台）共制造455台，車號為JF1-2121~2500、4001~4101。
1957年大連機車車輛廠改進解放型蒸汽機車之設計，並加入和平型部分設計，推出建設型蒸汽機車。

#### 韓國（日本製造）
二戰後除中國繼續生產滿鐵ミカイ外，南韓於1947年至1951年期間，亦由美軍政廳及聯合國軍先後向日本的川崎車輛（14輛）、日立製作所（9輛）、日本車輛（20輛）、汽車製造（3輛）及三菱重工（3輛）訂製49輛滿鐵ミカイ。这49台滿鐵ミカイ中，有33台机车被美国陆军交通部队命名为9400型蒸汽机车。其後被韓國鐵路編為미카5（Mika5）型

。
除此之外，日本鐵路車輛工廠於1952年為聯合國軍製造20輛滿鐵ミカイ型並未運至韓國（日本車輛10輛、汽車製造及日立製作所各5輛）。由於日本與韓國之路線標準不同（軌距、軸重、路線淨空），上開車輛並未為日本國鐵所接收，保持未使用之狀態至1965年解體。其中日本車輛製造之部分，於1960年代仍存放於名古屋中京倉庫中 。
- 戰後南韓引進之滿鐵ミカイ一覽表[12]

| 美軍番號             | 製造時間    | 製造商   | 製造番號               | 數量 |
| 番號不明(交易公團)   | 1947.4～7   | 川崎車輛 | 3150～3154             | 5    |
| 1995～1997(交易公團) | 1948.2      | 日立     | 1883～1885             | 3    |
| 1998～1999(交易公團) | 1948.3      | 日立     | 1911～1912             | 2    |
| N.1～N.5             | 1950.7      | 日本車輛 | 1543～1547             | 5    |
| N.6                  | 1950.11     | 日本車輛 | 1548                   | 1    |
| 9400～9403(國連T.C.) | 1950.11     | 日本車輛 | 1549～1552             | 4    |
| 9404～9408(國連T.C.) | 1950.11     | 川崎車輛 | 3209～3113             | 5    |
| 9409～9411(國連T.C.) | 1950.11～12 | 汽車製造 | 2604～2606             | 3    |
| 9412～9415(國連T.C.) | 1950.11     | 日立     | 1937～1938、1941～1942 | 4    |
| 9416～9418(國連T.C.) | 1950.11     | 三菱重工 | 709～711               | 3    |
| 9419～9428(國連T.C.) | 1951.7      | 日本車輛 | 1553～1562             | 10   |
| 9429～9432(國連T.C.) | 1951.7      | 川崎車輛 | 3214～3217             | 4    |
| -------------------- | ----------- | -------- | ---------------------- | ---- |

- 战争结束时南韓接收之滿鐵ミカイ一覽表：[15]

| 韩铁机车车号 | 原拥有者     | 1945年时的车号 (原车号) | 生产厂家 | 生产厂家年份         | 备注       |
| ------------ | ------------ | ----------------------- | -------- | -------------------- | ---------- |
| 미카1-32     | 南满洲铁道   | ミカイ39 (ミカイ1538)   | ?        | 在1924年到1928年之间 | 社线ミカイ |
| 미카1-125    | 南满洲铁道   | ミカイ125               | 川崎车辆 | 1940                 | 社线ミカコ |
| 미카1-539    | 满洲国有铁道 | ミカイ539 (ミカナ6738)  | ?        | 1934年或1935年       | 國大ミカ   |
| 미카1-618    | 满洲国有铁道 | ミカイ618 (ミカナ6817)  | ?        | 1935                 | 新國大ミカ |
| 미카1-826    | 满洲国有铁道 | ミカイ826               | ?        | ?                    | 新國大ミカ |
| 미카1-1094   | 满洲国有铁道 | ミカイ1094              | 汽车制造 | 1942                 | 新國大ミカ |
| 미카1-1170   | 满洲国有铁道 | ミカイ1170              | 大连机械 | ?                    | 新國大ミカ |

应当注意的是，有12台滿鐵ミカイ在战后由日本运往韩国。这12台滿鐵ミカイ在韩铁的车号为미카1-1101到미카1-1112。其中已知1101号车和1102号车是日立在1947年制造的，1104号车到1109号车是川崎车辆于1950年制造的。

### 主要诸元
| 車軸配置             | 2-8-2(1D1)                                                                         | 2-8-2(1D1)                                                                               | 2-8-2(1D1)                                      | 2-8-2(1D1) | 2-8-2(1D1) | 2-8-2(1D1) | 2-8-2(1D1) |
| 過熱器形式           | A型                                                                                | A型 （E型）                                                                              | A型                                             |            |            |            |            |
| 動輪直徑             | 1,370mm                                                                            | 1,370mm                                                                                  | 1,370mm                                         | 1,370mm    | 1,370mm    | 1,370mm    | 1,370mm    |
| 汽缸 (直徑x行程)     | 社線ミカイ:584mm×711mm 國大ミカ: 584mm×710mm                                       | 580mm×710mm                                                                              | 580mm×710mm                                     |            |            |            |            |
| 燃燒室               | 無                                                                                 | 有                                                                                       | 有                                              |            |            |            |            |
| 煙管長               | 5,639 mm                                                                           | 4,830 mm （4,700mm）                                                                     |                                                 |            |            |            |            |
| 鍋爐壓力             | 13.4kg/cm²                                                                         | 14.0kg/cm²                                                                               | 14.0kg/cm²                                      |            |            |            |            |
| 爐床面積             | 5.06 m²                                                                            | 社線ミカコ:5.08m² 新国大ミカ:5.06m²                                                      | 5.09m²                                          |            |            |            |            |
| 全傳熱面積           | 社線ミカイ:337.79 m² 國大ミカ:338.10 m²                                            | 274.30 m² （299.80 m²）                                                                  | m²                                              |            |            |            |            |
| 運轉整備重量(機車)   | 社線ミカイ:98.72t 國大ミカ:102.27t                                                 | 社線ミカコ:103.1t 新国大ミカ:103.85t                                                     | 103.85t                                         |            |            |            |            |
| 動輪上重量           | 社線ミカイ:76.17t 國大ミカ:78.62t                                                  | 社線ミカコ:79.88t 新国大ミカ:79.94t                                                      | 79.94t                                          |            |            |            |            |
| 總重（機車及煤水車） | 社線ミカイ:185.11t                                                                 |                                                                                          | 174.85 t                                        |            |            |            |            |
| 總長                 |                                                                                    | 社線ミカコ:23,750 mm 新国大ミカ:21,906 mm                                                | 仿製:21,906 mm 改良: 22,634 mm                  |            |            |            |            |
| 圖示功率             | 1,802PS（1,325kw）                                                                 |                                                                                          |                                                 |            |            |            |            |
| 輪周功率             | 1,545PS（1,136kw）                                                                 | 1,545PS（1,136kw）                                                                       | 仿製:1,545PS（1,136kw） 改良:1,945PS（1,430kw） |            |            |            |            |
| 牽引力               |                                                                                    |                                                                                          | 24,030kg （235.6kN）                            |            |            |            |            |
| 製造廠               | ALCO(Schenectady廠) 沙河口工場 汽車製造 川崎造船所（川崎車輛） 日本車両 日立製作所 | 沙河口工場 汽車製造 川崎造船所（川崎車輛） 日立製作所 大連機械 滿州車両                  | 四方 大連 齊齊哈爾 太原                         |            |            |            |            |
| 生產數量(總量)       | 144                                                                                | 1408以上                                                                                 | 475                                             |            |            |            |            |
| 生產數量(各使用者)   | 社線ミカイ:70 國大ミカ:74                                                          | 社線ミカコ:271 新国大ミカ:709 華北交通ミカイ:409以上 華中鐵道KD100:19                    | 組裝:20 新製:455                                |            |            |            |            |
| 車號                 | 南滿鐵道:ミカイ1~70 滿州國鐵:ミカイ501~574                                         | 南滿鐵道:ミカイ71~341 滿州國鐵:ミカイ575~1283 華北交通:ミカイ1501~ 華中鐵道:KD1001~10019 | JF1(ㄇㄎ1)-2101~2500 4001~4101                  |            |            |            |            |
| 生產年度             | 社線ミカイ:1918~1928 國大ミカ:1933~1935                                            | 1935~1945                                                                                | 組裝:1950~1952 新製:1952~1960                   |            |            |            |            |
| 備註                 |                                                                                    | 括弧內為ミカイ76、77數值                                                                 |                                                 |            |            |            |            |

### 现存车辆
中國鐵道博物館:
- JF-304 (毛澤東號)

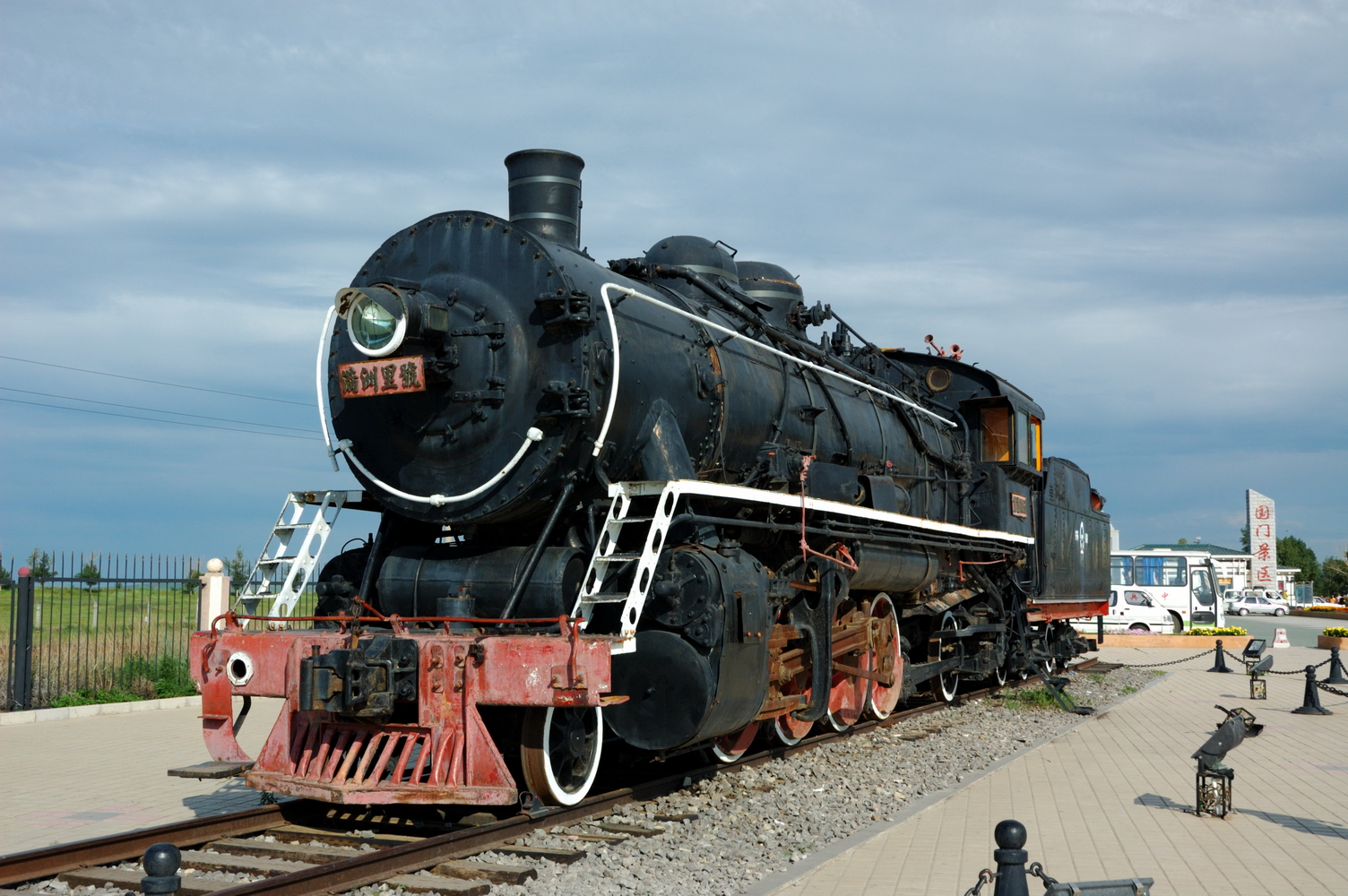
解放1型1861号

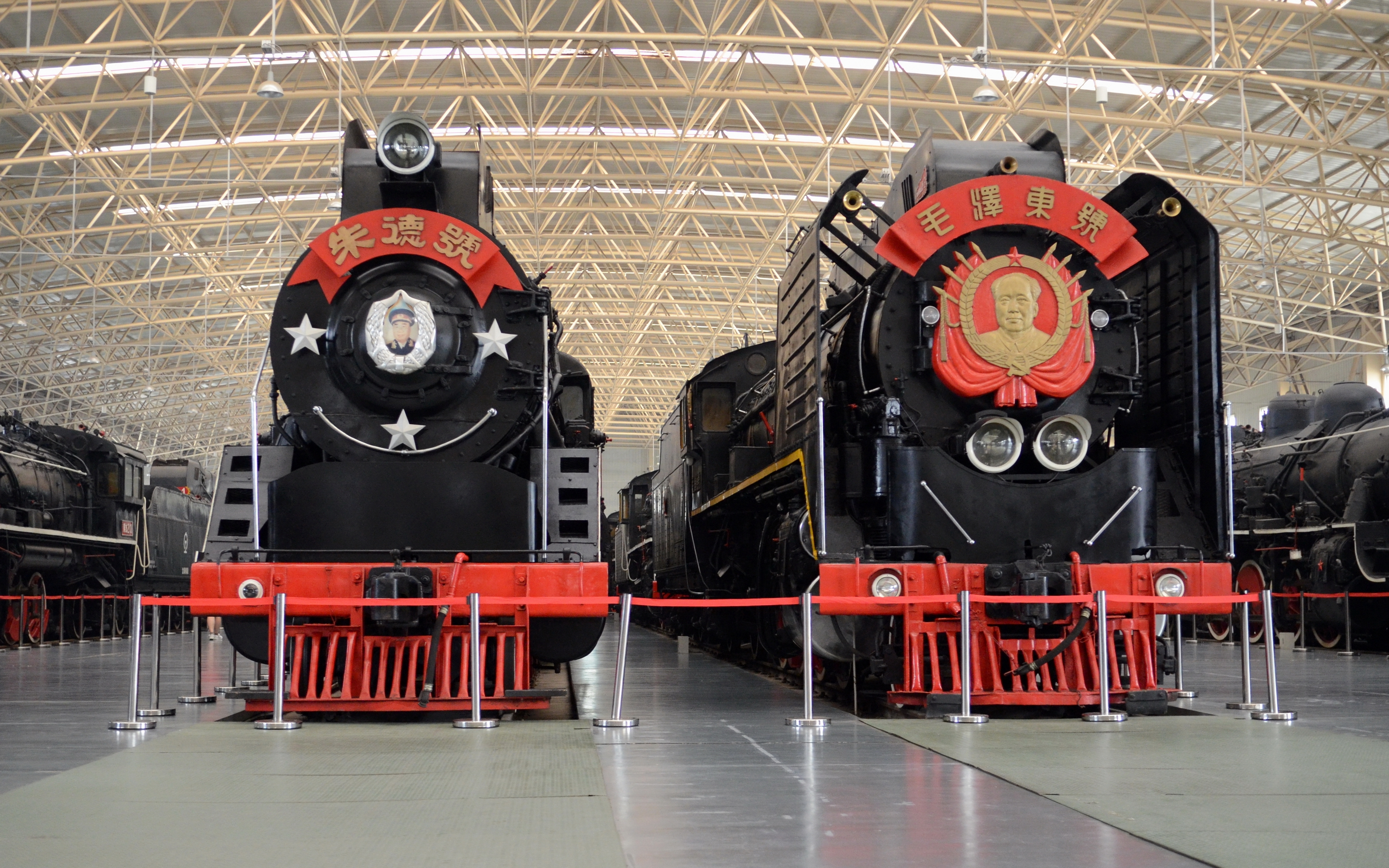
毛澤東號（JF1-304）及朱德號（JF1-1191）

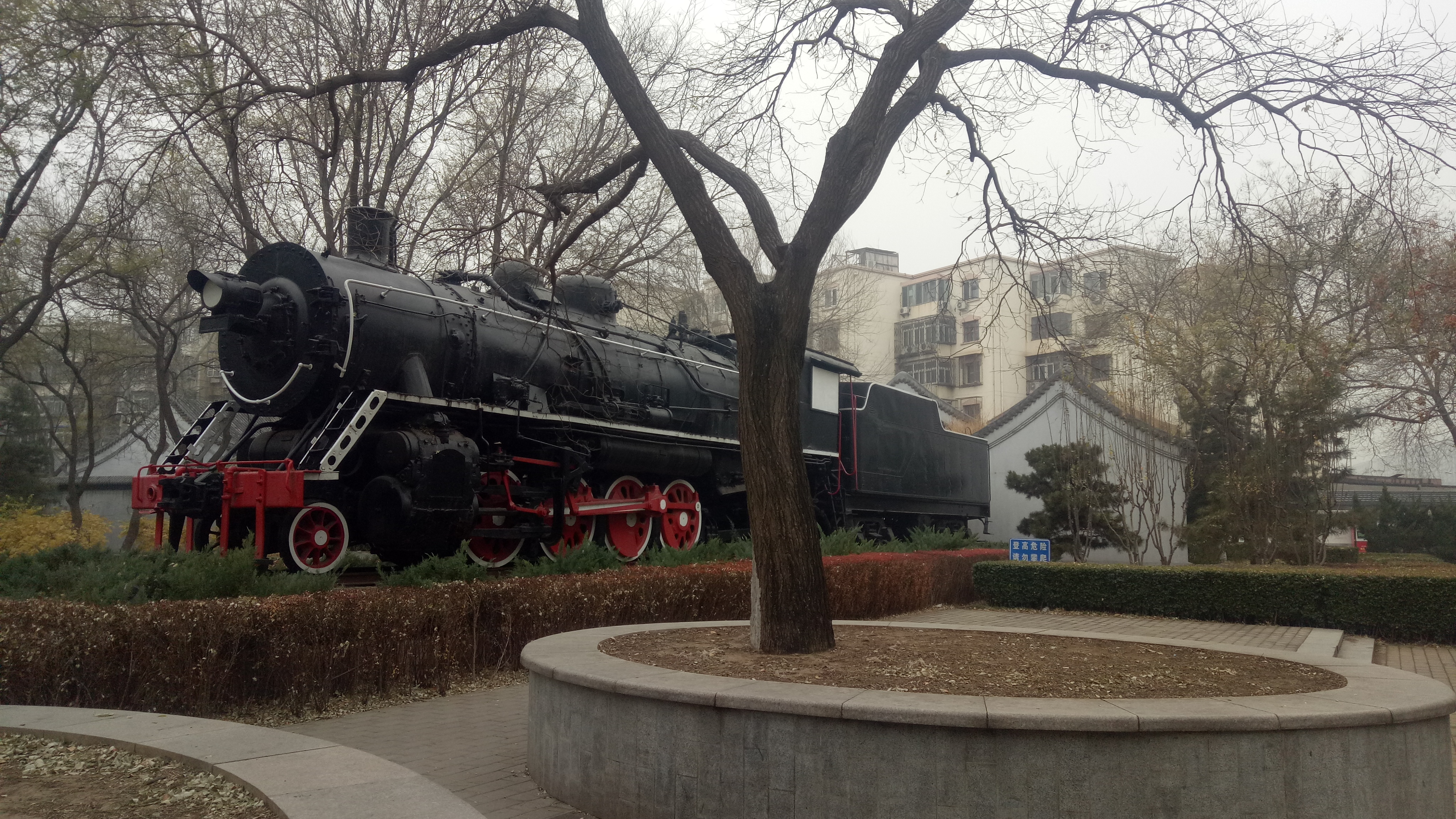
现保存于玲珑公园的JF-2023，摄于2018年12月2日

- JF-1191 (朱德號)
- JF-2101 (國慶號) [7]
- JF-2121 [8]
- JF-4101 (太原機務段1958年製造)[7]

南車青島四方機車車輛
- JF1-2102 (八一號)

滿洲里站:
- JF-1861

抗美援朝紀念館
- ㄇㄎ1-1115 [16]

北京玲珑公园
- JF-2023

## 解放2型

### 概要
解放2型（JF）的前身为南满洲铁道的Mikani形（ミカニ，意指Mikado第2型），是为了牵引大连 - 抚顺之间的煤运列车而研发的大功力货运机车。1924年向美国机车公司（ALCO）Schenectady工廠訂購前5輛，後於1926年至1932年間由滿鐵沙河口工廠（29輛）、汽车制造（4輛）、川崎造船（3輛）製造36輛，一共生產41部。車號原為ミカニ 1600～1640，於1938年4月改為ミカニ 1～41。
Mikani（ミカニ）型是美國機車公司（ALCO）早期製造單式三汽缸蒸汽機車，於1924年完工時進行完整的測試，當時引起鐵路業者注目。其動輪輪徑雖然只有1,370mm，但測試時車速卻能達到101.4km/h（63 mile/h）之高速（動輪轉速達392rpm）。Mikani（ミカニ）型也是南滿州鐵道最早的三汽缸、加裝自動加煤器以及機車運轉整備重量超過100噸之蒸汽機車。Mikani（ミカニ）型雖然性能優秀，但三汽缸蒸機車維修相當複雜，於1929年曾經計畫引進軸式2-10-2Sata（サタ）型過熱型蒸汽機車，不過該案流產，取而代之的是繼續增備11輛Mikani（ミカニ）。至1933年由於連續發生曲柄軸斷裂事故，研發Mikasi（ミカシ，即後來的解放4型）取代。
二戰結束時共有41輛Mikani（ミカニ）型，分布於大連埠頭局（35輛）、奉天鐵路局（6輛），之後全部改為ㄇㄎ貳（MK2）型，於1959年改稱解放2型（JF2），編號範圍為2501～2550。戰後解放2型配屬於大连瓦房店機務段，運用於牽引多爬坡區間之重貨物機車。

### 生產概況
| 製造年 | 車號             | 製造廠   | 原廠製造番號 |
| 1924   | ミカニ 1600-1604 | ALCO     | 65435-65439  |
| 1926   | ミカニ 1605-1608 | 沙河口   |              |
| 1927   | ミカニ 1609-1613 | 沙河口   |              |
| 1927   | ミカニ 1614-1616 | 川崎車輛 | 1248-1250    |
| 1928   | ミカニ 1617-1620 | 汽車製造 | 1012-1015    |
| 1928   | ミカニ 1621-1626 | 沙河口   |              |
| 1929   | ミカニ 1627-1634 | 沙河口   |              |
| 1930   | ミカニ 1635-1637 | 沙河口   |              |
| 1931   | ミカニ 1638-1639 | 沙河口   |              |
| 1932   | ミカニ 1640      | 沙河口   |              |
| ------ | ---------------- | -------- | ------------ |

### 主要参数
- 车轮配置： 2-8-2(1D1)
- 饱和过热别： 过热式
- 动轮直径： 1,370mm
- 汽缸（三汽缸）
  - 直径： 572mm
  - 行程： 660mm
- 锅炉使用压力（实用气压）：12.7kg/cm²
- 爐床面積： 6.25m²
- 牽引力：25,700kg
- 運轉整備重量（機車）： 115.80t
- 動輪上重量：84.25t
- 最大軸重：23.24t
- 總重（機車及煤水車）： 191.70t

### 现存车辆
- JF-2525：沈阳铁路陈列馆

## 解放4型

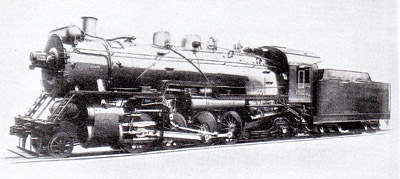
满铁MiKaShi型

### 概要
解放4型（JF4）前身為南滿州鐵道Mikasi（ミカシ，意指Mikado第4型），為滿州國成立以後伴隨貨運量增加，作為Mikani（ミカニ，解放2型）後繼機種而製造。於1935年由汽車製造（4輛）及川崎車輛（11輛）製造15輛，原編號為ミカシ1650-1664，於1938年改為ミカシ1-15，二戰後全部改編為ㄇㄎ肆型（MK4型），1959年改編為解放4型（JF4），編號從2701到2715。
設計上由Mikani（ミカニ）的三汽缸改回二汽缸設計，缸壓提升到17.0kg/cm²，採用高溫度式的E型過熱器、大型燃燒室、給水加熱器等設備。與Mikani（ミカニ）比較，可節省10%、最高節省22.6%之燃料。此外，為了提高貨運列車速度，亦將動輪直徑由滿鐵貨物型機車標準之1,370mm提高到1,500mm。
主要使用於滿鐵連京線（哈大鐵路長春大連路段）奉天（瀋陽）以南，牽引載重30噸之運煤車60輛（總重量近3000公噸）運送撫順出產之煤炭。於二次大戰結束時，15輛機車分布於大連埠頭局（13輛）及奉天鐵路局（2輛）。

### 主要参数
- 车轮配置 2-8-2(1D1)
- 饱和过热别 过热式
- 动轮直径 1,500mm
- 汽缸
  - 直径 630mm
  - 行程 760mm
- 锅炉使用压力（实用气压）17kg/cm²
- 炉箆面积 6.25m²
- 整备重量 124.64t
- 動輪上重量 91.72t
- 總重 200.40t

## 解放6型

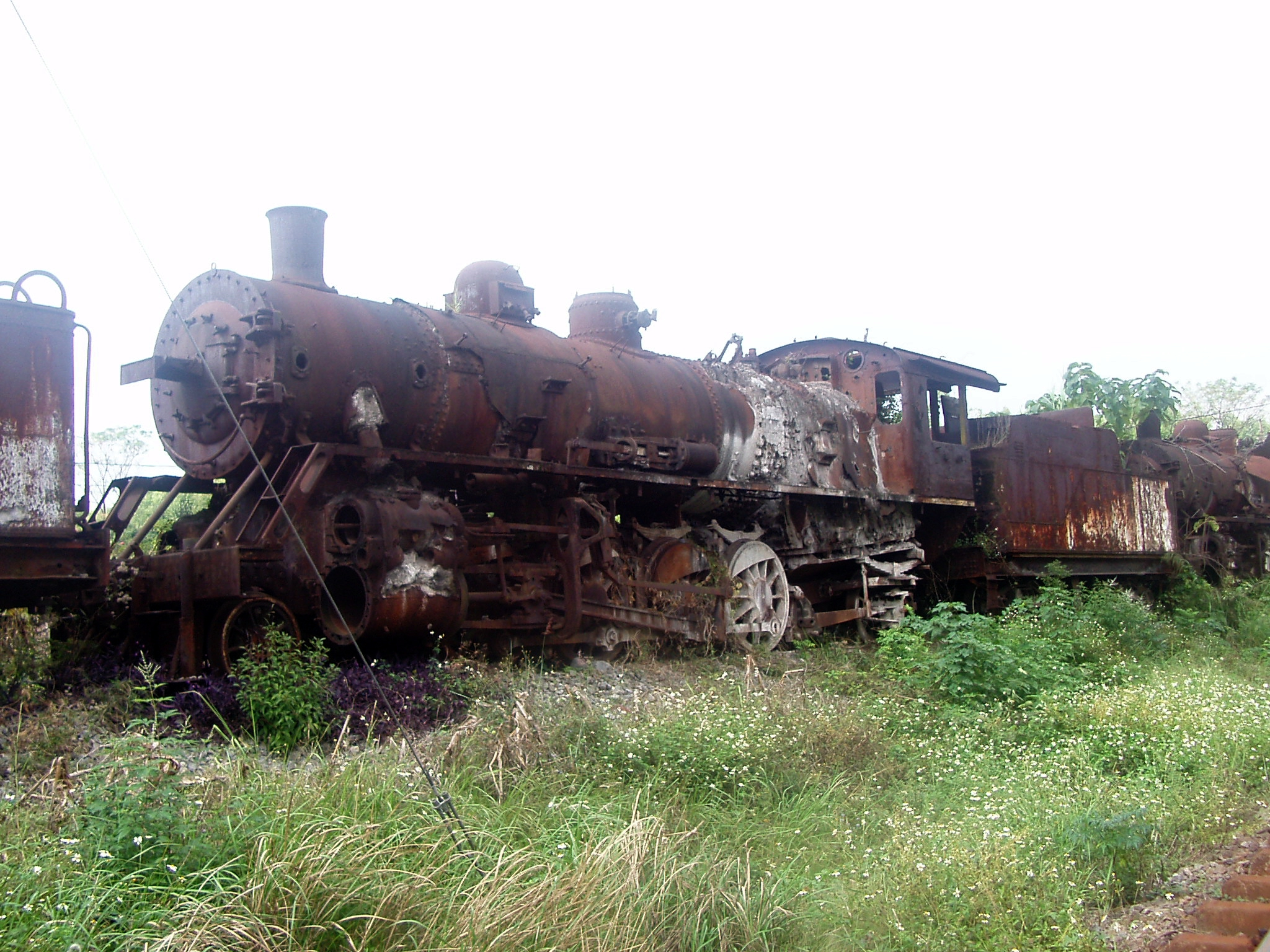
存留于广西壮族自治区来宾市合山市境内的解放6型蒸汽机车

### 概要
解放6型（JF）的前身为南满洲铁道、滿州國國鐵、華北交通的Mikasa（ミカサ）形和Mikaro（ミカロ）形，上開車型於1938年4月統一型號為Mikaro（ミカロ，意指Mikado第6型）形，由满铁沙河口工场、汽车制造、日立制作所、川崎车辆、日本车辆制造、大连机械制造。於二戰結束前至少製造477輛以上（社線：101輛、國線：219、華北交通：157輛以上）。

#### 南滿州鐵道及滿州國國鐵
- Mikasa（ミカサ）

南滿州鐵道於1933年為了替代Soli型（ソリ，軸式2-8-0機車）轉屬於滿州國鐵線產生之空缺製造43輛，是一種比Mikai（ミカイ）型要來的小的Mikado型蒸汽機車，用於輕貨物列車及車輛調度用。其中ミカサ1421-1442為了方便調車時向後運轉瞭望方便，煤水車的設計採取後部傾斜之設計。於1938年4月與社線、國線Mikaro（ミカロ）型號統一為Mikaro（ミカロ）型。
滿州國鐵線部分，則於1934年援用社線Mikasa（ミカサ）設計，以Mikaro（ミカロ）型式製造「國小ミカ」26輛，於1935年增備一部改良之「新國小ミカ」22輛，共計製造48輛。
車輛編號：

社線用：原為ミカサ 1400-1442，1938年4月改為ミカロ 1-43。　

國線用：原為ミカロ 6600-6647，1938年4月改為ミカロ 501-548。
- Mikaro（ミカロ）

南滿州鐵道於1935年以Mikasa（ミカサ）為基礎為了北鮮線使用所製造（同時為了北鮮線使用製造者亦有パシサ、プレナ），總共增備58輛。由於為了使用朝鮮北部出產之低熱值褐炭，火床面積較Mikasa（ミカサ）增加0.5 m²（4.57m²）。1938年至1939年為了北鮮線以外之滿鐵線增備。本車型為大連的大連機械最初製造的車型。
滿州國鐵線於1936年以後增備之Mikaro（ミカロ），採用與與南滿州鐵道Mikaro（ミカロ）相同火床面積之大型鍋爐，共增備171輛。此批機車可以裝置將軌距變更為1,524mm之特殊外輪裝置。另外有5輛機車（ミカロ640-644）轉讓給華北交通使用。
車輛編號：

社線用：原為ミカロ 1480-1499、11400-11401，1938年4月改為ミカロ 44-101。　

國線用：原為ミカロ 6648-6699、16600-16638，1938年4月改為ミカロ 549-639、645-724（ミカロ640-644轉讓給華北交通）。

#### 華北交通
華北交通於1938年至1939年、1943年至1944年向汽車製造訂購72輛Mikaro（ミカロ）型機車。另外滿州國鐵線於1938年轉讓5輛（ミカロ640-644）。日本關東軍亦委託南滿州鐵道製造Mikaro（ミカロ）80輛，於1940年（昭和15年）8月26日於山海關交付予華北交通完畢。青島四方工廠亦於1938年至1945年8月以日本等國運來之零件組裝ミカイ、ミカロ、パシロ等蒸汽機車共380輛。

#### 戰後接收使用情形
南滿州鐵道及滿州國鐵所有之Mikasa（ミカサ）和Mikaro（ミカロ）320輛，於二戰結束時尚有312輛，分布於大連埠頭局（20輛）、奉天（38輛）、錦州（32輛）、牡丹江（68輛）、哈爾濱（29輛）、齊齊哈爾（50輛）等鐵路局，75輛出借於其他鐵路。其餘8輛可能轉讓給其他鐵路。於二戰後與華北交通之Mikaro（ミカロ）一併改編為ㄇㄎ陸（MK6）型，於1959年改稱為解放6型（JF6），編號範圍為3001-3475（或3600）。
於1958年間沈陽機車製造廠曾仿製6輛。中華人民共和國於朝鮮戰爭及越南戰爭期間，分別援助朝鮮民主主义人民共和國及越南數十輛此型機車。此型機車大多使用於工廠及礦場之專用線，至1990年代仍有車輛仍在使用。
南韓於1947年由美軍政廳向日本汽車製造訂購5輛滿鐵ミカロ，並編為미카6（Mika6）。

### 主要諸元

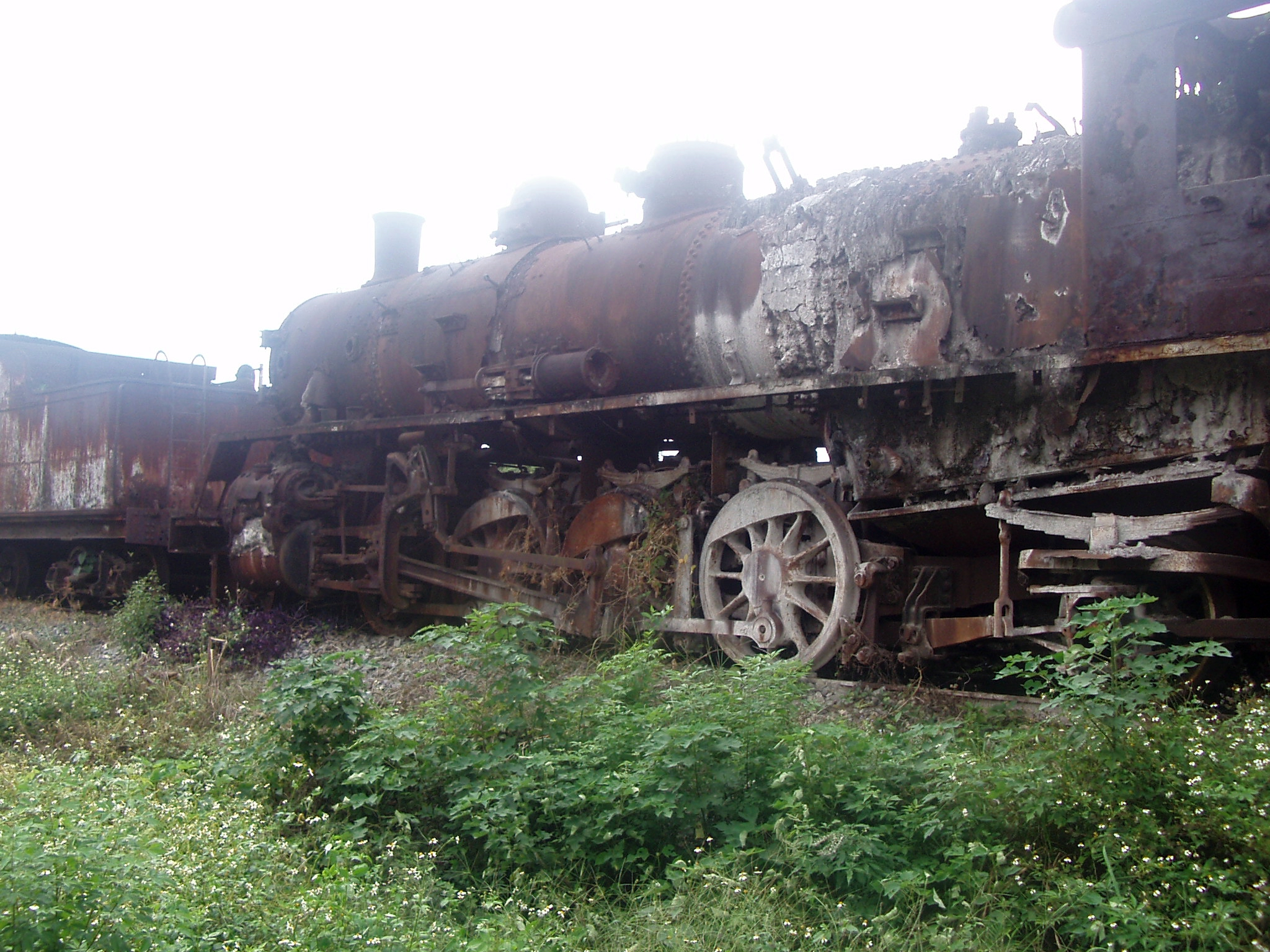
解放6型蒸汽机车的走行部特写

| 車軸配置             | 2-8-2(1D1)                                 | 2-8-2(1D1)                                                        | 2-8-2(1D1)    | 2-8-2(1D1)    | 2-8-2(1D1)    | 2-8-2(1D1)    | 2-8-2(1D1)    |
| 飽和過熱別           | 過熱式                                     | 過熱式                                                            | 過熱式        | 過熱式        | 過熱式        | 過熱式        | 過熱式        |
| 動輪直徑             | 1,370mm                                    | 1,370mm                                                           | 1,370mm       | 1,370mm       | 1,370mm       | 1,370mm       | 1,370mm       |
| 汽缸(直徑x行程)      | 530mm×710mm                                | 530mm×710mm                                                       | 530mm×710mm   | 530mm×710mm   | 530mm×710mm   | 530mm×710mm   | 530mm×710mm   |
| 鍋爐壓力             | 14.0kg/cm²                                 | 14.0kg/cm²                                                        | 14.0kg/cm²    | 14.0kg/cm²    | 14.0kg/cm²    | 14.0kg/cm²    | 14.0kg/cm²    |
| 爐床面積             | 4.07 m²                                    | 4.57 m²                                                           |               |               |               |               |               |
| 運轉整備重量(機車)   | 87.10t                                     | 88.29t                                                            |               |               |               |               |               |
| 動輪上重量           | 64.10t                                     | 66.26t                                                            |               |               |               |               |               |
| 總重（機車及煤水車） | 146.77 t                                   | t                                                                 |               |               |               |               |               |
| 圖示功率             | 1,491PS（1096kw）                          | PS                                                                |               |               |               |               |               |
| 輪周功率             | 1,275PS（937.5kw）                         | 1,275PS（937.5kw）                                                |               |               |               |               |               |
| 牽引力               | 20,050kg                                   | 20,050kg                                                          | 20,050kg      | 20,050kg      | 20,050kg      | 20,050kg      | 20,050kg      |
| 製造廠               | 川崎車輛 汽車製造 日立製作所 日本車両      | 川崎車輛 汽車製造 日立製作所 日本車両 沙河口（大連）工場 大連機械 |               |               |               |               |               |
| 生產數量             | 社線ミカサ:43 國線用ミカロ:48              | 社線ミカロ:58 國線用ミカロ:171 華北交通ミカロ:157以上             |               |               |               |               |               |
| 車號(舊編號)         | 南滿鐵道:ミカロ1~43 滿州國鐵:ミカロ501~548 | 南滿鐵道:ミカロ44~101 滿州國鐵:ミカロ549~639 ミカロ645~724        |               |               |               |               |               |
| 新編號               | JF6-3001~3475                              | JF6-3001~3475                                                     | JF6-3001~3475 | JF6-3001~3475 | JF6-3001~3475 | JF6-3001~3475 | JF6-3001~3475 |
| 生產年度             | 1934                                       | 1935~1944                                                         |               |               |               |               |               |
| 備註                 |                                            |                                                                   |               |               |               |               |               |

### 现存车辆
- JF-3022：中国铁道博物馆
- JF-3329：沈阳铁道博物馆

除开以上两台机车之外，据传在广西壮族自治区来宾市合山市境内仍保留有3台解放6型蒸汽机车，其中有两台机车的车号经考证为3026和3032。据说这三台机车曾经在越战期间由中华人民共和国援助给当时的越南民主共和国（现在的越南社会主义共和国），在中越战争后返回中国，之后转入合山煤田服役直至退役，但由于某些原因未被拆除。现在这三台机车的外观并不完整，部分零件缺失。

## 解放9型

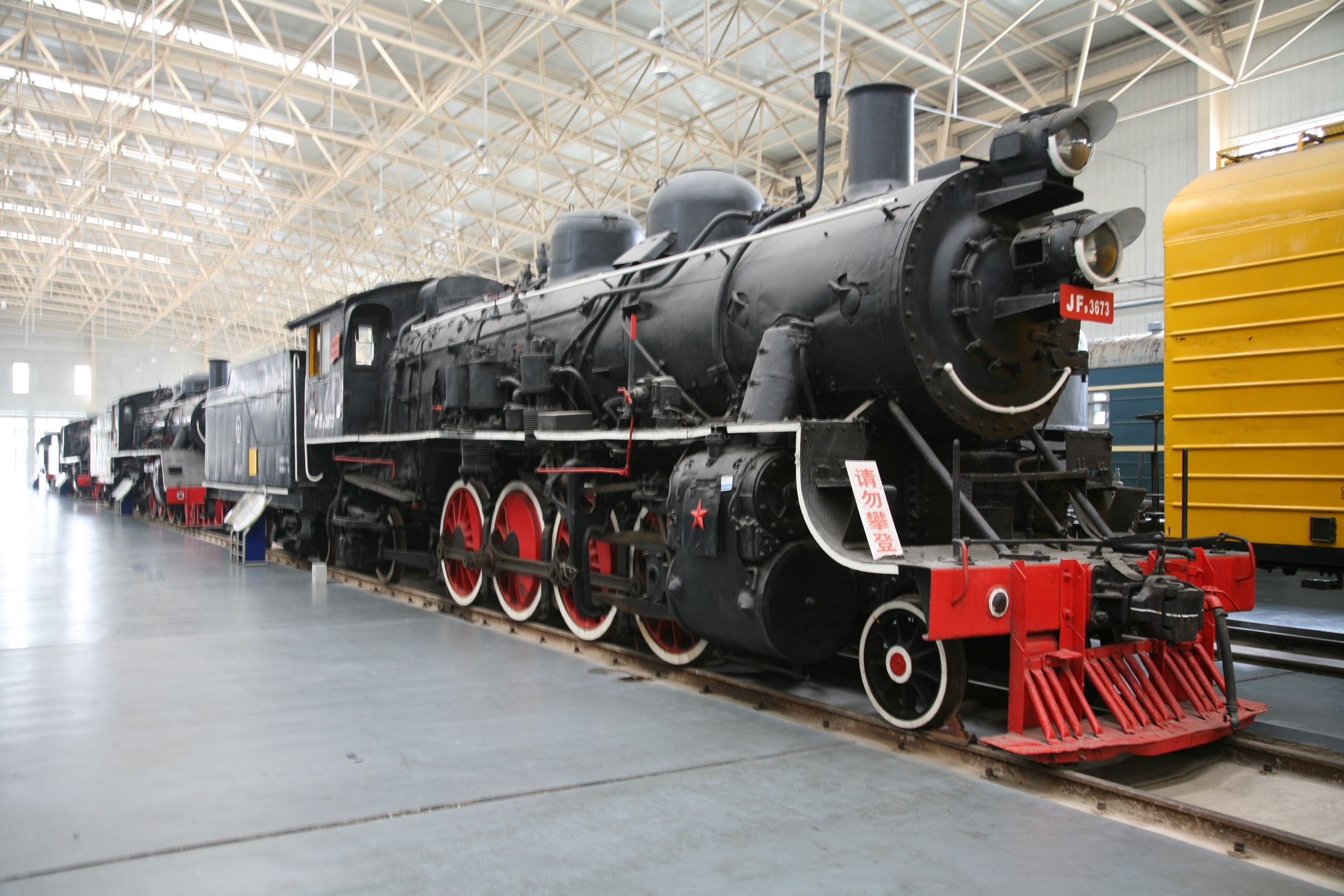
解放9型3673号机车在中国铁道博物馆

### 概要
解放9型（JF）的前身為關於華中鐵道Mikasa型（ミカサ，意指Mikado第3型）蒸汽機車，與朝鮮總督府鐵道Mikasa（ミカサ）型蒸汽機車為同型車。華中鐵道公司於1943年至1944年間向日本汽車製造、日立製作所、日本車輛引進38輛（車號ミカサ11-19、110-137、320）
朝鮮總督府鐵道Mikasa（ミカサ）型與同期Pashisi（パシシ）型及Tehoro（テホロ）型蒸汽機車均為朝鮮總督府鐵道最早獨自設計開發的蒸汽機車，其相互之間的零部件可以共通。尤其上開機車是針對朝鮮半島的特殊情況設計，尤其是鍋爐設計為適應朝鮮產的低熱量褐炭，採用廣火室、縮短煙管長度及燃燒室等設計，使煤炭燃燒更完全並提升鍋爐效率。

### 生產概況
| 製造年 | 車號               | 製造廠     | 原廠製造番號                   |
| 1943   | ミカサ11-15        | 汽車製造   | 2217 - 2221                    |
| 1943   | ミカサ16-19        | 日立製作所 | 1392 - 1395                    |
| 1943   | ミカサ110-113      | 日立製作所 | 1478 - 1481                    |
| 1943   | ミカサ 119-128     | 日本車輛   | 1193 - 1202                    |
| 1944   | ミカサ 114-118     | 汽車製造   | 2222 - 2226                    |
| 1944   | ミカサ 129-137,320 | 日立製作所 | 1729 - 1733, 1872 - 1875, 1871 |
| ------ | ------------------ | ---------- | ------------------------------ |

### 主要諸元
- 車輪配置： 2-8-2(1D1)
- 飽和過熱別： 過熱式
- 動輪直徑： 1,450 mm
- 汽缸：580 mm x 710 mm
- 鍋爐
  - 燃燒室：有
  - 煙管長：4,968 mm
  - 鍋爐壓力：13.0kg/cm²
  - 爐床面積：4.75 m²
  - 全傳熱面積：175.1 m²
- 機車重量： 90.65t（運轉整備）、80.7t（空車）
- 動輪上重量：69.45t（運轉整備）
- 最大軸重：.t
- 煤水車重量：58.7t（運轉整備）、25.0t（空車）
- 煤水車容量：水 22.7m³、煤 11.0t
- 總重（機車及煤水車）： 149.35t
- 總長：22,094 mm
- 牽引力: 18,250 kg（汽缸）、15,430 kg （黏著）

### 战后接收与运用
華中鐵道ミカサ於戰後編為ㄇㄎ玖型（MK9），於1959年再改稱為解放9型（JF9），編號範圍為3671-3710。而朝鮮總督府鐵道ミカサ於戰後分別由大韓民國及朝鮮人民共和國接收。
此型車雖於戰後編為ㄇㄎ玖型（解放9型），但與南滿州鐵道Mikaku（ミカク）型為完全不同的形式。南滿州鐵道ミカク形是以ミカロ形为基础的复水型蒸汽机车，按关东军的要求由满铁沙河口工场于1941年試製一台。机车的烟囱前方设置了排烟涡轮，排气管的排气由煤水车的冷凝器引导。罐用水的确保解决了北満地区的无供水长途行车困难的，通过了1，600公里的无供水行驶的测试记录。

### 机车保存
- JF-3673：中国铁道博物馆

## 解放10型

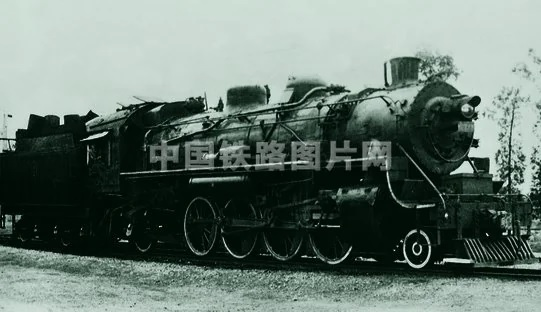
解放10型蒸汽机车

### 概要
解放10型（JF10）之前身為美國陸軍USATC S200型蒸汽機車（USATC S200 Class），於1942年由ALCO（60）、Baldwin（70）及Lima（70）共製造200輛，此型機車主要於第二次世界大戰時依租借法案援助英國用於中東戰場。於第二次世界大戰結束後，聯合國善後救濟總署援助若干輛給中國。於1950年改稱為ㄇㄎ10（MK10）型，1959年改稱為解放10型（JF10），車號範圍為3711-3740。
二次大戰後除中國使用USATC S200型機車外，土耳其（TCDD 46201 Class，共53輛）、義大利（FS Class 747，共30輛）亦有使用。

### 主要諸元
- 車軸配置：2-8-2（1D1）
- 飽和過熱別：過熱式
- 動輪直徑：1,524mm
- 汽缸（直徑x行程）：533 mm x 711mm
- 鍋爐使用壓力：14.0kg/cm²（1.38 MPa）
- 火床面積：4.40m²
- 全傳熱面積：201.0m²
- 整備重量（機車）：90.70t
- 總重（機車及煤水車）：146.50t
- 全長：20,830mm
- 牽引力：15,890 kg （155.7 kN）

## 解放11型

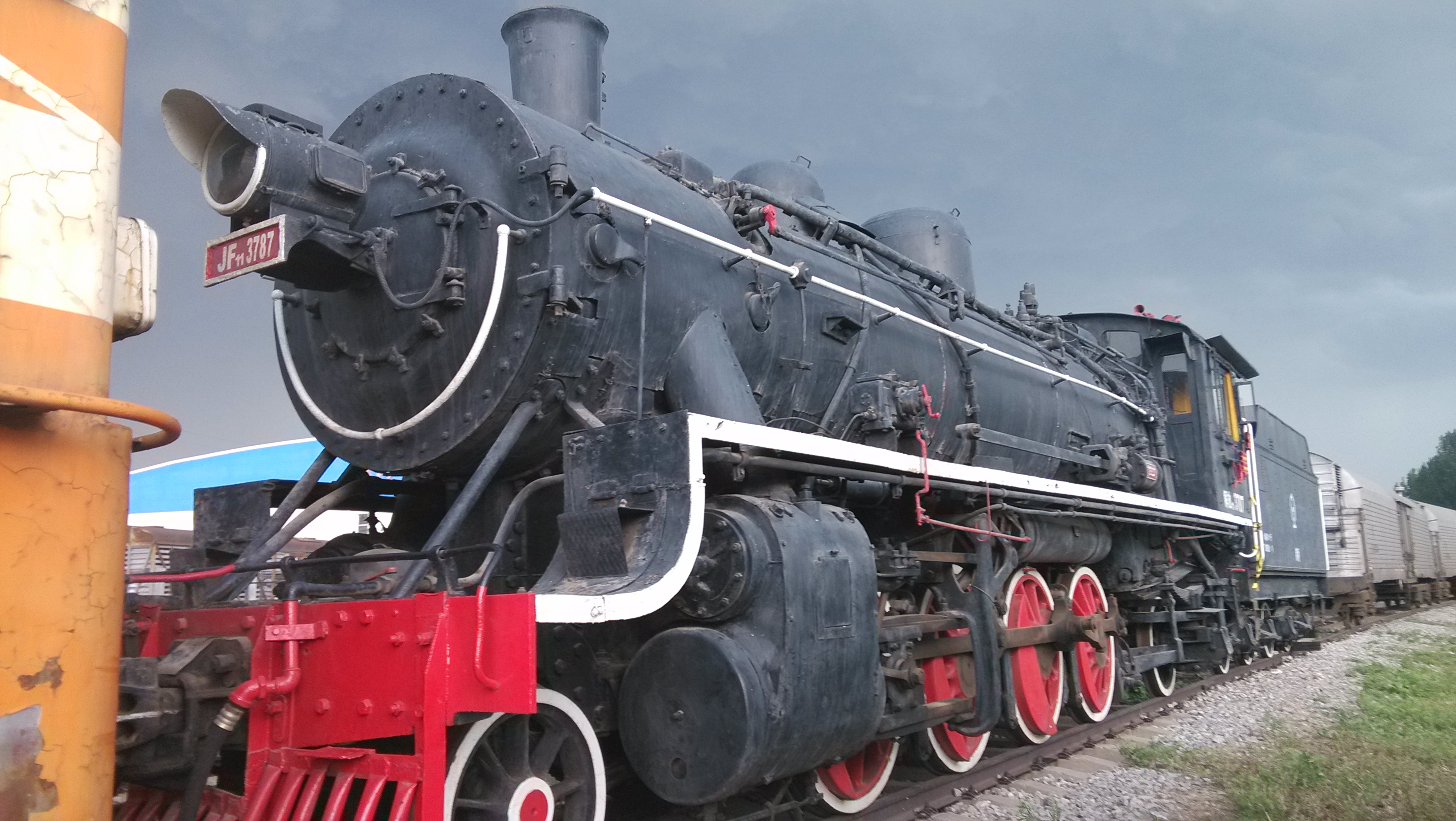
保存在中国铁道博物馆内的第3787号解放11型蒸汽机车

### 前身

#### 津浦鐵路250型
津浦铁路于1918年到1932年间先后向美国机车公司、鲍尔温机车厂以及威尔逊机车厂订购总计48辆2-8-2轮式蒸汽机车，其中美国机车公司制造的30辆机车被赋予251–280车号号段（1919年至1920年製），鲍尔温机车厂制造的10辆机车被赋予281–290车号号段（1929年製），威尔逊机车厂制造的8辆机车被赋予291–298车号号段（1932年製）。上开机车被津浦铁路编为250型。在1938年华北交通成立后，又将上开机车编为ミカナ型（Mikana型）

。

#### 浙贛鐵路
浙赣铁路局于1937年向美国机车公司、鲍尔温机车厂分别订购10辆2-8-2轮式蒸汽机车，但车型型号名不明。在1939年华中铁道成立后，将上开机车接收。

### 戰後接收運用
第二次世界大战结束后，原为津浦铁路和浙赣铁路各自配属的两型蒸汽机车先后被中华民国交通部和中华人民共和国铁道部接收。中华人民共和国铁道部于1951年将两型机车合编为ㄇㄎ11型（MK11），后于1959年改型号名为解放11型（JF11），车号范围也调整为3741-3810。有至少12辆解放11型机车配属于柳州铁路局辖下的桂林机务段、柳州机务段和南宁机务段，1辆解放11型机车配属于都匀桥梁厂。1982年到1983年期间，在桂林北站附近仍有3772号机车、3776号机车以及3777号机车的目击记录。

### 主要諸元
- 車軸配置：2-8-2（1D1）
- 飽和過熱別：過熱式
- 動輪直徑：1,372 mm
- 汽缸（直徑x行程）：508 mm x 711 mm
- 鍋爐使用壓力：14.1 kg/cm²
- 火床面積：4.04 m²
- 過熱傳熱面積: 41.15 m²
- 全傳熱面積：
  - 津浦鐵路250型
    - ALCO製:
    - Baldwind製: 180.88 m²
    - Nasmyth Wilson製: 180.69 m²

  - 浙贛鐵路:
    - ALCO製:
    - Baldwind製:
- 整備重量（機車）：
  - 津浦鐵路250型
    - ALCO製:
    - Baldwind製: 88.5 t
    - Nasmyth Wilson製: 90.6 t

  - 浙贛鐵路
    - ALCO製:
    - Baldwind製:
- 總重（機車及煤水車）：
  - 津浦鐵路250型
    - ALCO製:
    - Baldwind製: 144.8 t
    - Nasmyth Wilson製: 148.6 t

  - 浙贛鐵路
    - ALCO製:
    - Baldwind製:
- 全長：
- 牽引力：

### 机车保存
- JF11-3773，原配属于柳州铁路局（现在的南宁铁路局）柳州机务段，退役后由中国铁道博物馆保存。
- JF11-3787，原配属于铁道部都匀桥梁工厂（现在的中铁十五局集团都匀桥梁工程有限公司），退役后由中国铁道博物馆保存。

## 解放12型

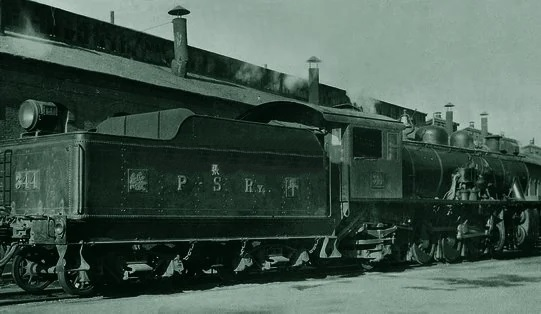
解放12型

### 概况
解放12型蒸汽机车，为中国铁路一种煤水车式蒸汽机车，本型机车前身为京绥铁路先后于1913年和1921年从美国机车公司订购的2-8-2“天皇式”蒸汽机车。

#### 京绥铁路75型
1913年，即京绥铁路阳高至大同间新建线路通车的前一年，京绥铁路管理局从美国机车公司库克机车厂购置的2-8-2轮式蒸汽机车。这批机车共19台，编号为75-93号，被京绥铁路管理局被命名为“麦克豆机车”。

#### 京绥铁路300型
1919年8月，全长240.3公里但停工长达四年之久的丰镇至绥远段线路开工，铁路线进入绥远境内，1921年5月1日全线完工。因京绥铁路既有机车老旧损坏，不堪修理，加之可用之机车远远无法满足运输所需，遂京绥铁路管理局于此年再次向美国机车公司订购了46台2-8-2轮式机车，本路编号301-346。1921年订购的这批“麦克豆机车”与1913年购置的“麦克豆机车”除车体装饰略有不同外，其余各项均完全相同。

#### 日占时期
七七事变后，原京绥铁路“麦克豆机车”与至少三种型号的蒸汽机车被华北交通编为ミカナ型（Mikana型）。

#### 战后
第二次世界大战结束后，30辆原京绥铁路“麦克豆机车”被中国铁道部编为ㄇㄎ12（MK12）型，于1959年改称为解放12型（JF12），编号范围为3811-3840。1980年代有5辆解放12型机车于兰州、包头、呼和浩特等地有目击记录。但没有机车保存下来。

### 性能诸元
- 机车及煤水车总重：135.77吨
- 机车全长：20 218毫米
- 动轮直径：1 270毫米
- 车轴排列：2-8-2

## 解放16型

### 概要
解放16型的前身為日本鐵道省D50型（9900型）蒸汽機關車，於1923年至1931年由川崎造船、汽車製造、日本車輛、日立製作所製造380輛。其中D50-193（1927年由日立製作所製造，於1928年改番前編號為19992）於1939年由日本陸軍徵調改造為標準軌距，交由華中鐵道運用於南京-上海路線。戰後改稱為ㄇㄎ16型（MK16）。

#### 吉長鐵路500型
另外，吉長鐵路於1923年起向日本之川崎造船、汽車製造訂購16輛以日本國鐵D50型為藍本之機車，當時編為吉長鐵路500型。此16台机车尽管与日本国内的D50型机车相同，但仍有一定的差异。此16台机车起初车号为501-516；九一八事变后，吉长铁路和吉敦铁路被南满州铁道国线接收合称京图线，此16台机车改车号为6540-6555。在1938年与国线其他相同轮式机车合编为ミカナ（Mikana）型

，战后消息不明。

### 主要諸元
- 車軸配置：2-8-2（1D1）
- 飽和過熱別：過熱式
- 動輪直徑：1,400mm
- 汽缸（直徑x行程）：570 mm x 660mm
- 鍋爐使用壓力：13.0kg/cm²
- 火床面積：3.25m²
- 全傳熱面積：222.3m²
- 煙管長：5,500mm
- 總重（機車及煤水車）：127.14t
  - 機車：78.14t
    - 動輪上重量（黏著重量）：
    - 最大軸重：14.7t

  - 煤水車：49t
- 全長：17,248mm
- 牽引力：
- 車速：70km/h

## 備註
1. ↑  . 新浪网. 2005-12-20  [2019-01-23]. （原始内容存档于2019-08-22）.
2. ↑  .   [2011-11-08]. （原始内容存档于2011-09-09）.
3. 1 2 3 4 5 6 7 8  依南滿州鐵道機車形式命名規則（適用於南滿州鐵道公司及該公司實際經營、控制之滿州國國鐵及華北交通公司），ミカ（發音為Mika）係指Mikado型（車軸配置2-8-2）之蒸汽機車。並以日文片假名イ（i）、ニ（ni）、サ（sa）、シ（si）、コ（ko）、ロ（ro）、ナ（na）、ハ（ha）、ク（ku）（為日文數字之發音或發音之字首）依序代表1～9號。例如：Mikai（ミカイ）為Mikado型機車第1型，之後以此類推。
關於車輛編號，依據南滿州鐵道於1938年頒佈之編號規則，車號範圍在1～500屬於南滿州鐵道所有車輛（社線）、501～1500屬於滿州國國鐵所有車輛（國線）、1500以上屬於華北交通所有之車輛。
參見：http://satoyama.in/auto/sharyo/auto3.html。 （页面存档备份，存于）
4. ↑  
日本於中國東北扶植成立滿州國以後，將原東三省交通委員會管理經營之鐵路改組為滿州國國鐵，並將業務委託由南滿州鐵道公司經營。故南滿州鐵道所擁有之路線包含「社線」（南滿州鐵道原有路線）與「國線」（滿州國國鐵路線），鐵路車輛亦有「社線」與「國線」之區分。「社線」與「國線」的蒸汽機車基本規格大致相同，僅依國線的營運條件差異做少部分之修改（例如「國線」轉車台較短，故縮短煤水車長度）。
參見：満州国有鉄道#社線との相違（日语：満州国有鉄道#社線との相違）
5. 1 2  日本國立公文館亞洲歷史資料中心，新造車輌の北支送付に関する件 （页面存档备份，存于）、満鉄委託調弁新造車輌交付完了の件[永久] ：總計移交機關車220輛（ミカイ：140輛、ミカロ：80輛）、客車180輛（ロハ：30輛、ハ1：120輛、ハテ1：10輛）、貨車5,000輛（ヤイ:1,600輛(有蓋車)、ムイ：2,800輛(無蓋車)、カイ：200輛(車掌車)、ツイ：200輛(土運車)、チニ：200輛(土運車)）。
6. 1 2  .   [2011-10-13]. （原始内容存档于2012-11-28）.
7. 1 2 3 4  解放型国庆号蒸汽机车[]
8. 1 2  解放（JF）型2121号蒸汽机车[永久]
9. 1 2 3  .   [2011-09-19]. （原始内容存档于2012-07-14）.
10. ↑  戰前製造的解放1型（ミカイ）至少有以下幾種類型：
1. 美國機車公司（ALCO）製造的社線ミカイ（1918）
2. 滿鐵及日本工廠仿製的社線ミカイ（1924～1928）
3. 國大ミカ：縮短社線ミカイ全長（1933～1935）
4. 社線ミカコ：社線ミカイ加裝燃燒室、給水加熱器（1935～1945）
 5. 社線ミカコ（E型過熱器型）：僅測試性的製造2輛
 6. 新國大ミカ：縮短社線ミカコ全長，省略給水加熱器（1935～1945）
11. ↑  互動百科 瞿糾[永久]
12. 1 2 3 4  やまだトシヒデ，ポケット図解韓国鉄道の今と昔をとことん楽しむ本，第171頁至173頁。
13. ↑  應注意者，朝鮮總督府鐵道及戰後的韓國鐵道亦有同樣稱為「ミカイ」的車種（鮮鐵ミカイ），然而鮮鐵ミカイ與滿鐵ミカイ（即中國的JF1）為完全不同之車種。戰後訂購之滿鐵ミカイ在南韓被編為미카5（Mika5或ミカ5）；而战争结束时由朝鮮總督府鐵道租借的滿鐵ミカイ被韓國鐵路接收入미카1型。
14. ↑  .   [2011-09-20]. （原始内容存档于2018-02-25）.
15. 1 2  .   [2017-11-03]. （原始内容存档于2017-09-04）.
16. ↑  根據解說牌之說明，ㄇㄎ1—1115号机车是长春铁路分局四平机务段机车，抗美援朝战争期间，担负向朝鲜运送作战物资任务。该车包车组共9人，全组人员在司机长李国珩的带领下，曾四次突破敌机封锁，完成抢运任务。在朝鲜沙里园至新幕之间，安全运行10个月，保证了大批作战物资及时运往前线。1951年1115号机车被评为模范机车，全车组立集体大功一次，小功一次。司机长李国珩立一等功获二级战斗英雄称号，并获朝鲜民主主义人民共和国二级战士荣誉勋章。副司机牛荣学立二等功。
17. ↑  坂上茂樹（大阪市立大学教授），鉄道車輌用ころがり軸受と台車の戦前･戦後史，第37頁，註40 （页面存档备份，存于）。
18. ↑  日本同樣屬於三汽缸蒸汽機車，僅有在1928年至1929年間製造97輛，後因構造複雜、維修不易，於1948年至1950年間廢車除役。ミカニ後繼車種ミカシ回復採用較簡單的二汽缸設計，C53型後繼車種亦回復採用二汽缸設計。
19. ↑   (PDF).   [2011-10-25]. （原始内容存档 (PDF)于2016-03-04）.
20. ↑   坂上茂樹（大阪市立大学教授），C53型蒸気機関車試論，第100頁；鉄道車輌用ころがり軸受と台車の戦前･戦後史，第97頁。
21. ↑  .   [2014-09-10]. （原始内容存档于2015-11-27）.
22. ↑  .   [2014-09-10]. （原始内容存档于2016-03-04）.
23. ↑  與華中鐵道パシシ型（勝利12型）為同型車。
24. ↑  聯合國善後救濟總署移交之機車，有KD6（原USATC S160型）、KD7、JF10（原USATC S200型）等。
25. ↑  .   [2018-10-14]. （原始内容存档于2019-01-24）.
26. ↑  .   [2018-10-14]. （原始内容存档于2019-01-24）.
27. 1 2  华北交通ミカナ至少有以下幾種類型：
1. 北英机车公司和平奉铁路唐山制造厂製造的京奉铁路200型（1913-1924），戰後被中國鐵道部編為解放7型。
2. 美国机车公司、鲍尔温机车厂以及威尔逊机车厂制造的津浦铁路250型（1919-1932），戰後被中國鐵道部編為解放11型。
3. 美国机车公司制造的京绥铁路300型（1922），戰後被中國鐵道部編為解放12型。
4. 威尔逊机车厂（英语：Nasmyth, Gaskell and Company）制造的膠濟鐵路600型，戰後被中國鐵道部編為解放17型（1931）。
28. ↑  .   [2018-10-14]. （原始内容存档于2019-01-24）.
29. ↑  .   [2018-10-14]. （原始内容存档于2016-04-04）.
30. ↑  loose_grip_99. .   [2018-07-18]. （原始内容存档于2019-01-24）.
31. ↑  Karel1999. .   [2018-07-18]. （原始内容存档于2019-01-24）.
32. ↑  loose_grip_99. .   [2018-07-18]. （原始内容存档于2019-01-24）.
33. ↑  库克机车厂前身为成立于1852年的库克机车公司，于1901年与另外七家铁路机车制造厂商被美国机车公司收购。而美国机车公司在库克机车厂制造蒸汽机车直到1926年。
34. ↑  Historical Railway Images. .   [2018-07-18]. （原始内容存档于2019-01-24）.
35. 1 2  尚院士. . 微铁道. 2018-08-22  [2018-08-22].
36. ↑  Railography : Chinese Locomotive Lists. . （原始内容存档于2016-04-04） （英语）.
37. ↑  国线ミカナ型包含下列車型：

  - 在1933年到1938年被编为ミカサ型的原吉海铁路200型机车，战后被中国铁道部编为解放15型；
  - 在1933年到1938年被编为ミカイ型但原配属不明的机车，战后被中国铁道部编为解放18型。
38. ↑  小熊米雄 「満州のD50―吉長、吉敦鉄路の500形について」 交友社『鉄道ファン』1963年4月号 No.22　pp.45-47

## 外部連結
- 中國鐵路機車 （页面存档备份，存于）
- 中国の蒸気機関車(日文) （页面存档备份，存于）
- 中國鐵路的蒸汽機車(中文) （页面存档备份，存于）
- 青島地方志 蒸汽機車
- 山東省情網 四方、济南厂新造蒸汽机车主要性能和技术参数表
- 瀋陽蒸気機関車博物館～保存車両大全 日本編～